# 溫宗堯

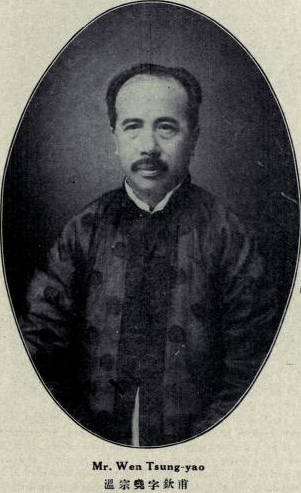
《中国名人录（第三版）》中的温宗尧照片

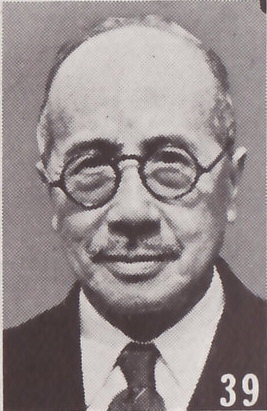
《最新支那要人传》中的温宗尧照片

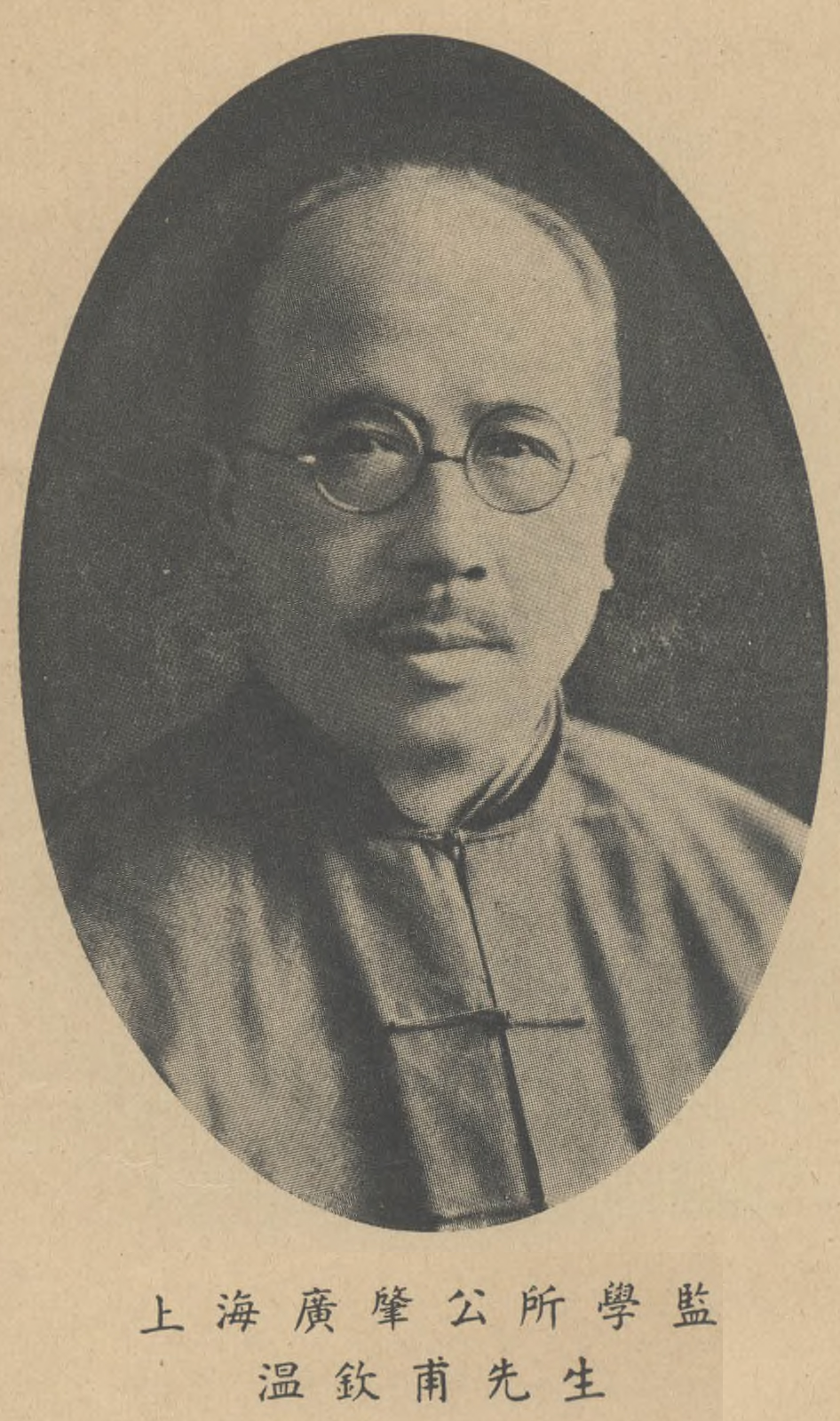

温宗尧（1876年—1946年），字钦甫，广东省广州府新宁县（今台山市）人，清朝末年、中华民国政治人物。其近亲宗族里，最有名的莫过于其侄子温应星，即美国西点军校第一位华人毕业生。

## 生平

### 清末的活動
温宗尧早年入香港官办中央書院，和孫文是校友。1895年（光緒二十一年），参加興中会，成为革命派。1897年（光緒二十三年），入天津的北洋大学堂学习，毕业後到皇仁書院（香港官办中央書院改称）任英語教師。後来，任英国通商条約委員馮克伊的秘書。
1900年（光緒二十六年）7月，温宗尧就任变法派的唐才常組織的自立軍駐上海外交代表。同年8月，唐的自立軍起义失敗，唐被处决，温宗尧逃往中国南方。其後，历任两广洋務局局長、广東電話局总办、广東将弁学堂总办、江蘇候補道。1904年（光緒三十年），作为英藏訂約副大臣唐紹儀的随从訪問印度。同年8月归国，在两广总督岑春煊手下负责外交事務。
1908年（光緒三十四年），温宗尧任駐藏幫辦大臣，驻拉薩辦事。当時，为強化對西藏的治理，在川滇邊務大臣趙爾豐支援下，清廷命鍾穎率川军入藏。1910年（宣統二年），第十三世達賴喇嘛不满川軍入藏而出走英属印度，駐藏辦事大臣联豫向朝廷奏報，清廷遂革除其達賴喇嘛的名號。温宗尧进行事後处理後转任内地，历任两江总督署洋務顧問、外務部参議。

### 民国初期的活動
1911年（宣統三年）10月，武昌起義爆发之际，温宗尧列名伍廷芳、張謇等人支持共和的電文。1912年（民国元年）1月后，温宗尧任議和参赞、上海通商交涉使、湖北軍政府外交代表。此外，还担任統一党参事。不久，温宗尧同岑春煊等人组织国民公党，温宗尧任副会長。同年8月，宋教仁主導的国民党成立，温宗尧任参議。1915年（民国4年）12月爆发的護国战争中，温宗尧参加了讨伐袁世凱的活動。1916年（民国5年）5月1日，在广东省肇慶成立了两广都司令部（都司令为岑春煊），温宗尧任外交局長。5月8日，中华民国軍務院成立，温宗尧、王寵惠任外交副使（外交正使为唐紹儀）。
1917年（民国6年）7月，孫文发动護法運動，温宗尧随其赴广州。但是，温宗尧、岑春煊支持政学派，与孫文对立。1918年（民国7年）5月，大元帥制改为7总裁制，陸荣廷以旧桂系为後盾，推举岑春煊任主席总裁，孫文、唐紹儀、伍廷芳对此反感而离去。1920年（民国9年）4月，在岑春煊主导下，罢免了伍廷芳的外交部長兼財務部長职务，任命温宗尧继任外交部長。5月，为接替孫文、唐紹儀、伍廷芳，温宗尧、熊克武（川軍）、劉显世（黔軍）出任总裁。
6月，孫文、唐紹儀、伍廷芳以及唐继尧（总裁、滇系）发表了軍政府分立的宣言。此後，岑春煊、陸荣廷、温宗尧等人处于劣势。同年10月，因受到支持孫文派的陳炯明的粤軍攻擊，岑春煊、陸荣廷、温宗尧等人被迫下野。後来，温宗尧赴上海隐居。

### 維新政府、南京国民政府的活動
1938年（民国27年）2月，温宗尧同日本方面接触，开始和梁鴻志组织親日政府。温宗尧试图拥立以前的上司唐紹儀为亲日政府领袖，但唐紹儀态度消极，事实上拒絶了温宗尧的提议。尽管如此，温宗尧和梁鴻志依然推进政府組織的準備工作。同年3月，在南京成立了中華民国維新政府，温宗尧任立法院院長。
1940年（民国29年）3月，汪兆銘（汪精衛）的南京国民政府成立，温宗尧就任司法院院長兼中央政治委員会当然委員。此後，历任憲政实施委員会常務委員、東亚联盟中国总会常務理事、時局策進委員会副委員長。日本投降後的1945年（民国34年）9月27日，温宗尧在上海被国民政府逮捕。翌年7月8日，以漢奸罪被判处無期徒刑，同年中在南京獄中病逝。享年71岁。

## 著作
- 《诛蒋救国论：告知全世界》
- 《中日事变各要点详论》
- 《新中国的建设》
- 《告新东亚的各民族》